# Strange Days (àlbum)
Strange Days és el segon àlbum d’estudi de la banda de rock estatunidenca The Doors, publicat el 1967. Després de l’exitós llançament del seu àlbum debut homònim, la banda va començar a treballar amb material antic i nou per la publicació del seu següent treball. Només ser publicat, Strange Days va arribar al número 3 de la llista Billboard 200 (on va ser present durant 63 setmanes), i a inicis del ’68 va ser certificat disc d’or. L'any 2001 va obtenir la categoria de disc de platí.

## Enregistrament
L’àlbum va ser enregistrat al mateixos estudis que el seu primer treball, Sunset Sound Recorders a Hollywood, California. En aquesta ocasió van emprar una màquina d'enregistrament d'avantguarda de 8 pistes, enlloc de 4, i amb això van poder experimentar amb els so.
A diferència del seu debut, la banda va incloure en aquest treball un ampli rang d’instruments, des de la marimba fins al sintetitzador Moog, essent una de les primeres vegades que es fa us d’ell en la historia del rock.

## Publicació
Strange Days va ser llança el 25 de setembre de 1967 sota el segell d’Elektra Records. Tot i que l’àlbum va gaudir d’una bona acollida, arribant a la posició 3 de la llista Billboard 200 sent present un total de 63 setmanes, el seu impacte es va veure atenuat per l’enorme èxit del seu antecessor que va aconseguir ser present al Top 10 durant deu mesos per un total de 122 setmanes de presencia ininterrompuda a la llista.
Els dos senzills escollits per promocionar el disc van ser «People Are Strange», que va arribar al 12 a la llista Hot 100, i «Love Me Two Times», al 25.
La portada, que com a The Doors és una fotografia de Joel Brodsky, mostra un grup d’artistes de carrer de Nova York. Al no poder disposar dels rols d’artista que tenia pensat per a la foto, Brodsky va contractar a dos nans bessons, a un porter de discoteca com a aixecador de peses, i va utilitzar un ajudant com a malabarista. Fins i tot, va pagar a un taxista 5$ per fer de trompetista. El nom de la banda i del disc apareixen en un cartell enganxat a la paret del carrer.

## Llista de cançons
Totes les cançons foren escrites i compostes per The Doors. 
| 1. | «Strange Days»            | 3:05 |
| 2. | «You're Lost Little Girl» | 3:01 |
| 3. | «Love Me Two Times»       | 3:23 |
| 4. | «Unhappy Girl»            | 2:00 |
| 5. | «Horse Latitudes»         | 1:30 |
| 6. | «Moonlight Drive»         | 3:00 |

| 1. | «People Are Strange»               | 2:10  |
| 2. | «My Eyes Have Seen You»            | 2:22  |
| 3. | «I Can't See Your Face In My Mind» | 3:18  |
| 4. | «When The Music's Over»            | 11:00 |

## Personal
Informació provinent de l'edició original d'Elektra de 1967.

#### The Doors
- Jim Morrison – veu, sintetitzador Moog
- Ray Manzarek – teclats, marimba
- Robbie Krieger – guitarra
- John Densmore – bateria

Col·laboració
- Douglas Lubahn – baix

### Producció
- Producció – Paul A. Rothchild
- Enginyeria – Bruce Botnick
- Masterització – Ray Hagerty
- Direcció artística/Disseny – William S. Harvey
- Fotografia – Joel Brodsky

## Llistes
Àlbum
| Any  | Llista        | Posició | Setmanes llista |
| ---- | ------------- | ------- | --------------- |
| 1967 | Billboard 200 | 3       | 63              |

Senzills
| Any  | Senzill (Cara A / Cara B)               | Llista            | Posició | Setmanes llista |
| ---- | --------------------------------------- | ----------------- | ------- | --------------- |
| 1967 | «People Are Strange» / «Unhappy Girl»   | Billboard Hot 100 | 12      | 9               |
| 1967 | «Love Me Two Times» / «Moonlight Drive» | Billboard Hot 100 | 25      | 7               |

### Certificacions
| País                                              | Certificació | Unitats venudes |
| ------------------------------------------------- | ------------ | --------------- |
| Estats Units (RIAA)                               | Platí        | 1.000.000^      |
| Regne Unit (BPI)                                  | Or           | 100.000^        |
| Canadà (Music Canada)                             | Platí        | 100.000^        |
| Alemanya (BVMI)                                   | Or           | 250.000^        |
| França (SNEP)                                     | 2 x Or       | 200.000^        |
| Italia (FIMI)                                     | Or           | 25.000^         |
| ^ Indica vendes basades només en la certificació. |              |                 |